# 佩恩雪原
佩恩雪原（英語：Pain Neve），是南極洲的雪原，位於杜費克海岸，處於英聯邦山脈和休斯山脈之間，是凱爾蒂冰川注入比爾德摩爾冰川處，由新西蘭探險隊繪入地圖，現時由南極條約體系管理。